# Siseme atrytone
Siseme atrytone är en fjärilsart som beskrevs av Otto Thieme 1907. Siseme atrytone ingår i släktet Siseme och familjen Riodinidae. Inga underarter finns listade i Catalogue of Life.